# Ngombak
Ngombak is een bestuurslaag in het regentschap Grobogan van de provincie Midden-Java, Indonesië. Ngombak telt 2878 inwoners (volkstelling 2010).